# Кистер, Карл Карлович
Барон Карл Карлович (Карл-Михаил-Феликс) Кистер (1820—1893) — российский государственный и общественный деятель. Действительный тайный советник и Статс-секретарь Его Императорского Величества (1874). Директор Императорских театров (1875—1881).

## Биография
Из баронского рода Кистер, родился в семье камергера Герцога Ангальт-Кётенского Карла Христиановича фон Кистера (1784—1861), поверенного в делах при российском дворе и возведенного в 1833 году с нисходящим потомством в баронское достоинство, перешедшего на российскую службу. Братья: инженер-полковник Вильгельм Карлович Кистер (1813—1855); генерал от кавалерии Оттон Карлович Кистер (1824—1904).
В службу вступил 13 декабря 1837 года. С 1855 года управляющий-смотритель Императорского Ботанического сада. С 1859 года управляющий контролем и с 1864 по 1881 годы одновременно заведующий кассой  Министерства императорского двора; с 23 апреля 1861 года — действительный статский советник, с 19 апреля 1864 года — тайный советник.
В 1874 году произведён в действительные тайные советники и назначен статс-секретарём Его Императорского Величества. С 1875 года был управляющим дирекции Императорских театров.
Был награждён всеми российскими орденами вплоть до ордена Святого Александра Невского (1870) с бриллиантовыми знаками к ордену, пожалованными ему в 1877 году. Также имел иностранные ордена: большой крест датского ордена Данеброга (1867), вюртембергский орден Фридриха 1-й ст. (1872), орден Прусской короны 1-й ст. (1873), австрийский орден Леопольда 1-й ст. (1874), орден Вендской короны 1-й ст. (1874), большой крест шведского ордена Полярной звезды (1875), греческий орден Спасителя 1-й ст. (1877).